# كونراد الأحمر
كونراد (حوالي.922  - 10 أغسطس 955)، والملقب بالأحمر (بالألمانية: Konrad der Rote)؛ كان دوق لوثارينجيا منذ عام 944 حتى عام 953، أصبح أحد أسلاف السلالة السالية الإمبراطورية .

## السيرة الذاتية
هو ابن فيرنر الخامس (المتوفي. حوالي عام 935)؛ وكان كونت فرانكونيا بأراضي ناهيجاو وشبيرجاو وفورمسجاو على نهر الراين الأعلى، ومن المفترض أن والدته كانت هيشا الشوابية، إن نسب الكونت فيرنر الخامس باعتباره أول الساليين الموثق غير مؤكد؛ ربما كان مرتبطًا بسلالة فيدونية الفرنجية، وربما يكون والده فيرنر الرابع (فالاهو)؛ ومتزوجًا من إحدى أخوات كونراد الأول ملك ألمانيا.
في عام 941 أصبح كونراد خليفة لوالده في المقاطعات الراينية وحصل على أراضي إضافية حول فيتيراو على الضفة اليمنى لنهر الراين، اتخذ كونراد مقر إقامته في بلدة فورمس وتنافس مع رئيس أساقفة ماينتس فريدريك على السيادة في فرانكونيا الراينية، تمكن الكونتات الساليين من تعزيز موقفهم في الأراضي الفرانكونية، بينما فشل أقاربه في الحفاظ على العرش الملكي عند وفاة الملك كونراد عام 918 وصعود سلالة الأوتوية المنافسة، تمكن شقيق الملك الراحل الأصغر إيبرهارد من خلافته كدوق فرانكونيا، ومنحه مؤقتًا دوقية لوثارينجيا إلا أنه انضم إلى ثورة جيلبرت دوق لورين ضد حكم الملك أوتو الأول ملك ألمانيا والذي قُتل في معركة أندرناخ عام 939.
انتقلت لوثارينجيا إلى شقيق أوتو الأصغر هنري، في حين كونراد الأحمر مؤيدًا مخلصًا للملك أوتو وعمل كوصي في الدوقية الفرانكونية بعد وفاة قريبه الدوق إيبرهارد، مع بعض الفرص للحصول على لقب الدوق، وكما ساعد في ضمان التنازل عن لوثارينجيا من قبل الملك الفرنجي الغربي لويس الرابع وأيضًا في الكشف عن مؤامرة شقيق الملك هنري، وبدوره هذا تم منحه لوثارينجيا في عام 944، ومع ذلك رفضه النبلاء المنطقة طاعته، وظل معتمدًا على دعم الملك، وبعد حوالي ثلاث سنوات تزوج من ليوتجارد (توفيت عام 953)؛ ابنة أوتو وزوجته الأولى إديث ابنة الملك أنجلوسكسوني إدوارد الأكبر، ولهما ابنًا واحدًا أوتو من فورمس ولد عام 948 وأصبح دوق كارينثيا لاحقًا.
أثبت كونراد موهبته ففي عام 951 عندما رافق الملك أوتو في حملته الإيطالية الأولى ودخل في مفاوضات مع الملك برنغار الثاني، وأيضا ظهر بوكالة منه في مجلس الإمبراطوري عام 952 بأوغسبورغ، ومع ذلك خدع كونراد ملكه، لهذا اغتنم أوتو الفرصة لفرض التنازل عن تخم فيرونا الإيطالية لأخيه هنري، وفي العام التالي انضم كونراد إلى تمرد نسيبه ليودولف دوق شوابيا وخلال التمرد ضد الملك أوتو الذي اشتكى بشدة من جحود كونراد، وصلت الثورة إلى المدن الكبيرة، ومع ذلك تم قمعها بعد أن بدأ المتمردون في التعامل مع القوات المجرية المعادية، حُرم ليودولف وكونراد من دوقيتيهما أثناء اجتماع فريتسلار، ومُنحت لوثارينجيا بدلاً من ذلك لشقيق الملك رئيس أساقفة كولونيا برونو، وفي النهاية استسلم لحماه أوتو في لانغنتسن وتصالح الاثنان، واحتفظ كونراد بعض ممتلكاته على ضفاف الراين؛ إلا أنه لم يستعد لقب الدوق أبدًا، وفي عام 954 شارك في حملة مارغريف جيرو ضد القبائل السلافية أوكراني.
قُتل كونراد الأحمر أثناء معركة ليشفيلد عام 955 بالقرب من أوغسبورغ تحت قيادة حماه الملك أوتو باعتباره قائد للوحدة الفرانكونية ضد القوات المجرية الغازية، كان الدوق كونراد واحد من الأبرز المقاتلين إلا أنه عانى من إرهاق خلال المعركة الناجم بسبب حرارة الشمس المرتفعة، مما أدى إلى فك أحزمته ودرعه لالتقاط أنفاسه حتى اخترق سهم حلقه وقتله على الفور.
نُقِل جثمان كونراد إلى مدينة فورمس، حيث أقيمت له جنازة ضخمة ودُفِن في كاتدرائيتها على يد ابنه ووريثه أوتو، كان هذا النوع من الدفن الاستثنائي في ذلك الوقت امتيازًا للأساقفة والملوك فقط، يعتبر كونراد الأحمر سلف كونراد الثاني إمبراطور الروماني المقدس.